# Торфу-Тиффожское сражение
Торфу-Тиффожское сражение (фр. Bataille de Torfou-Tiffauges) произошло 19 сентября 1793 года во время Вандейской войны. Республиканский авангард под командованием генерала Клебера из Майнцской армии потерпел поражение от объединенных сил вандейской Католической и королевской армии.

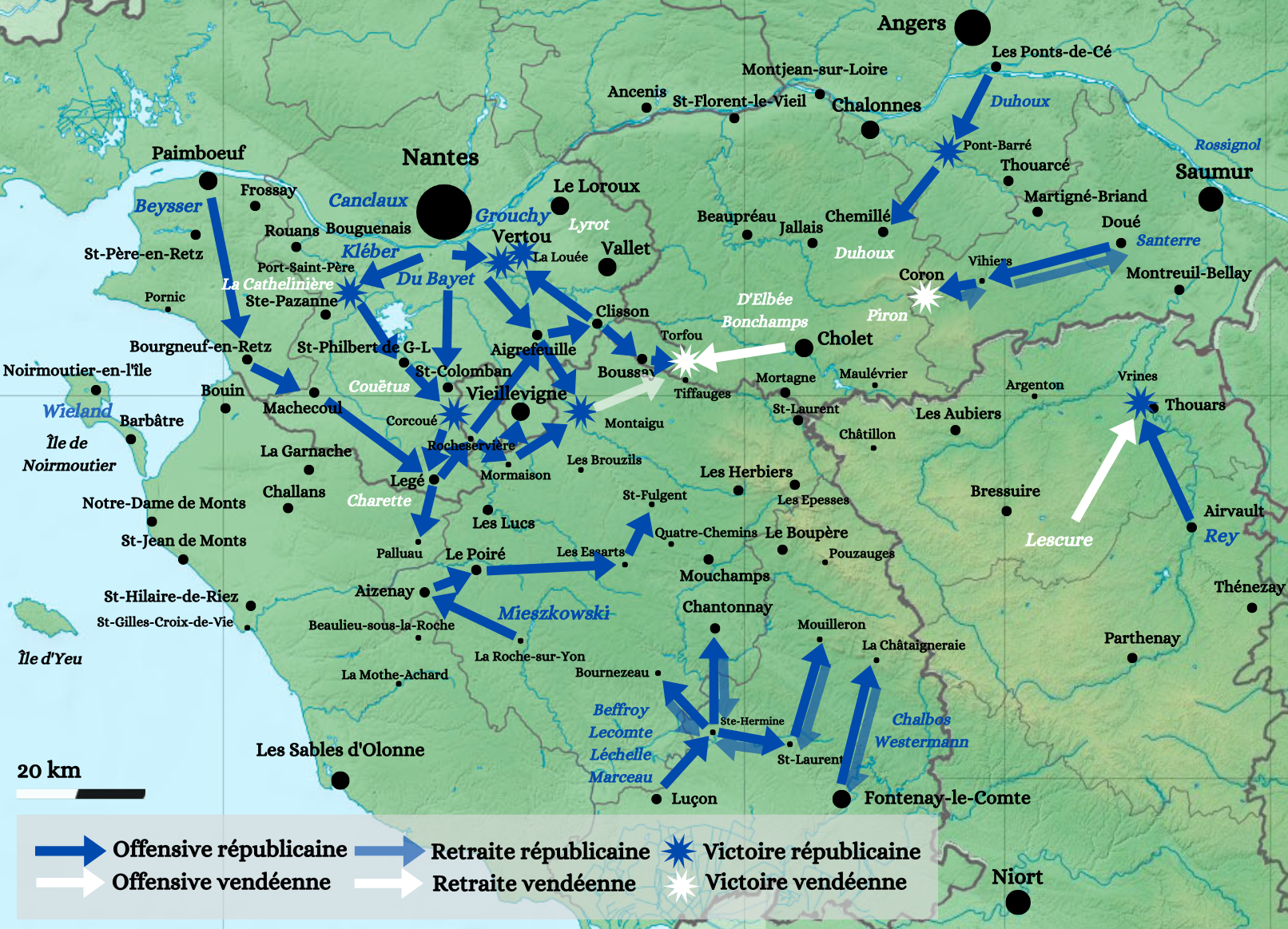
Оперативная обстановка в Вандее с 10 по 19 сентября 1793 г.

## Перед сражением
Прибытие так называемой Майнцской армии 3 сентября в Нант позволило  республиканскому командованию спланировать операцию по очередному умиротворению Вандеи. Майнцкая армия и солдаты Армии побережья Бреста должны были двинуться из Нанта на юг, затем достичь Мортань-сюр-Севра на востоке, где 16 сентября соединиться с Армией побережья Ла-Рошели. Побежденные вандейцы затем планировалось отбросить на крепости армией Ла-Рошели.
8 сентября республиканские войска покинули Нант и вступили на территорию мятежной Вандеи. Сразу же стали применяться указы о сожжении деревень и совершаться массовые убийства сторонников роялистов.
Предупрежденные о республиканском наступлении, вандейские вожди собрались в Ла-Трамбле, недалеко от Шоле и решили в оборонительных боях сдерживать продвижение противника. Но в первых же боях их отряды стали терпеть поражение от регулярных войск Майнцской армии. Так 10 сентября вандейцы потерпели поражение при Порт-Сен-Пер, где республиканцы впервые применили разрывные снаряды, которые вызывали пожары. Затем 13 сентября под Сен-Жан-де-Коркуэ было очередное поражение повстанцев. Генерал Бейссе отбросил вандейцев обратно к Нодьеру и вошёл в Машкуль. Затем республиканцы наступают на Леже и выбивают из городка Шаретта. Республиканцы пустились в погоню за Шареттом и 16 сентября атаковали и разгромили его арьергард у Монтегю; городок был разграблен. На следующий день часть армии синих заняла Клиссон. Однако, если продвижение Майнцской и Брестской армий проходило успешно, то части армии Ла-Рошели на востоке и на юге были оттеснены почти повсеместно и начали отступать.

## Ход сражения

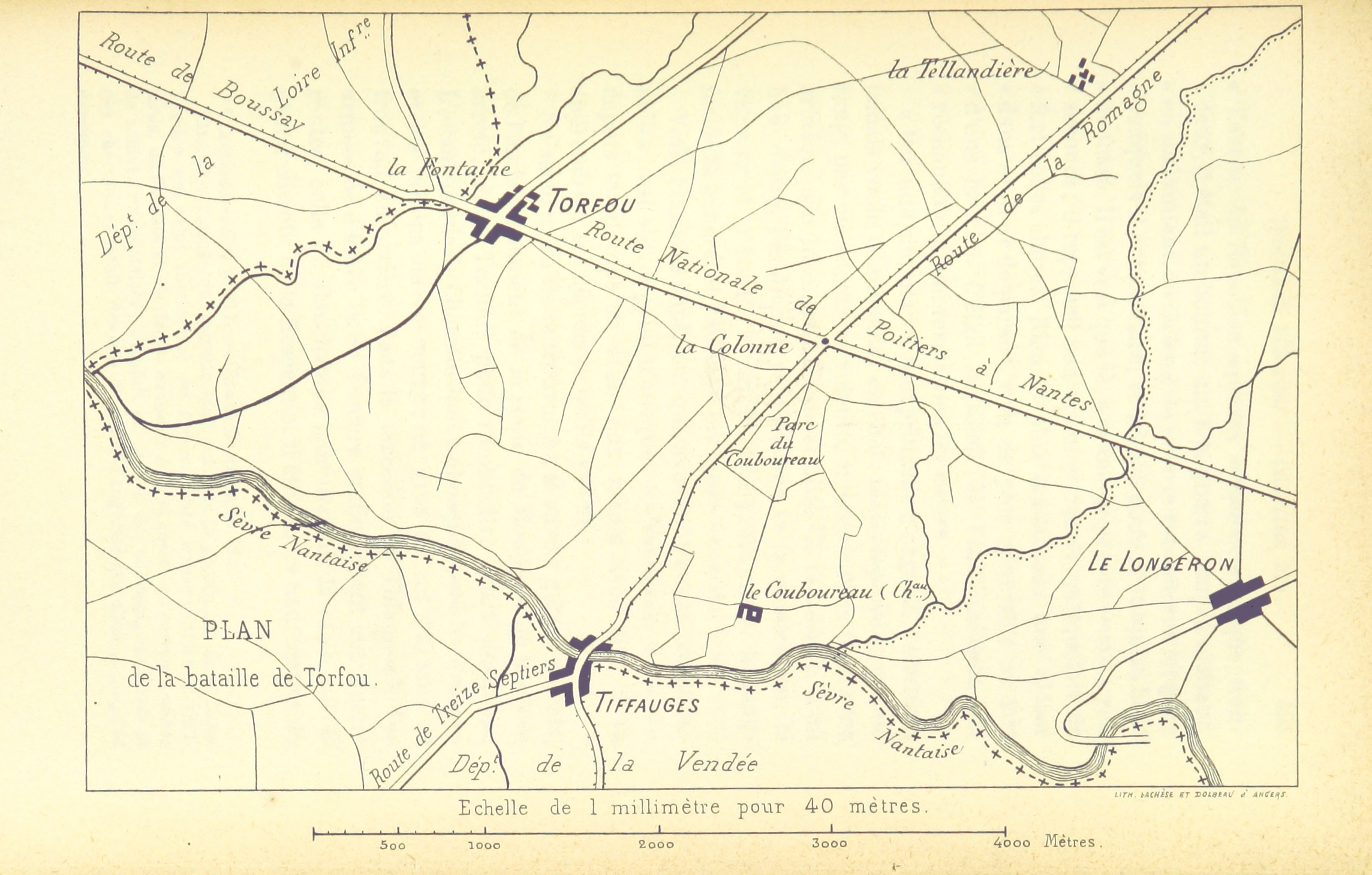
Карта района сражения.

18 сентября Клебер двинулся на Торфу с авангардом в 2000 человек. По дороге, в 9 часов утра, он подвергся краткому нападению возле Буссе вандейскими всадниками, которые произвели несколько выстрелов, а затем отступили. Прибыв в поле зрения города, Клебер поручает егерям и легкой пехоте захватить высоты. Сначала республиканцы сдерживаются повстанцами, но Клебер прибывает с линейной пехотой и обращает вандейцев в бегство. Холмы Торфу взяты. Повстанцы паникуют, бегут в сторону леса, но их останавливают оставшиеся позади женщины. После увещеваний вандейцы возвращаются в бой во главе с Шареттом.
В это время другая армия мятежников под командованием д'Эльбе, Лескура и Боншана достигла Тиффожа. Вандейцы теперь имеют 20 000 человек и начинают общую контратаку на плато. После ожесточенных боёв с переменным успехом республиканцы, окруженные превосходящими силами повстанцев, вынуждены были отступить. Прикрывавший отступление арьергард Шевардена силами 100 человек и двух орудий в течение часа удерживал мост у Буссе и был уничтожен вандейцами.
Взяв мост, вандейцы Шаретта двинулись в погоню за республиканцами и заняли Гетинье, где они стали собраться в ожидании новой атаки. Клебер отступил в очередной раз и развернул свой отряд на высотах Гарен, где к нему вскоре подошли из Клиссона Обер дю Байе и Вимё во главе 4000 человек. Задержка среди повстанцев с продолжением наступления позволила Канкло прибыть на поле боя с кавалерией и начать контратаку. Отброшенные вандейцы отступили из Гетинье. Ни одна из сторон не перешла в наступление, и сражение закончилось.
Хотя сражение произошло только с авангардом республиканской армии, но эта победа подняла боевой дух вандейцев, которые вскоре прозвали Майнцскую армию «фаянсовой армией».